# Torsten Krokström
Torsten Hugo Krokström, född 23 april 1905 i Gävle, död 14 maj 1950 i Uppsala, var en svensk geolog.
Torsten Krokström var son till köpmannen Ernst Krokström. Han avlade studentexamen i Gävle 1923 och studerade därefter vid Uppsala universitet där han blev filosofie kandidat 1927, filosofie licentiat 1931 och 1936 filosofie doktor och docent i petrografi och mineralogi. Krokström var amanuens vid universitetets mineralogisk-petrografiska institution 1929–1941, extra geolog vid Sveriges geologiska undersökning somrarna 1929–1931, 1933–1937 och 1939–1943 samt speciallärare i geologi vid Lantbrukshögskolan 1940–1946 och tillförordnad professor i geologi i Uppsala 1943–1945. 1932 gjorde han en studieresa till Skottland. Han kallades 1946 till förste innehavare av en professur i geologi vid det nyinrättade Farouk I:s universitet i Alexandria och tillträdde befattningen samma år. Krokströms vetenskapliga undersökningar, som främst rörde petrografin, behandlade främst bergarternas genetik och petrografiska differentiationsproblem. Särskilt studerade han basalternas uppkomst under en mycket tidig geologisk period, den jotniska. Hans främsta arbete var en undersökning av Sveriges största diabasgång vid Hällefors i Södermanland, The Hällefors dolerite dike and som problems of basaltic rocks (1936, doktorsavhandling). Därutöver utgav han de populärvetenskapliga skrifterna Jordens ålder (1944) och Jorden och dess utveckling (1945). Krokström var ordförande i Docentföreningen i Uppsala 1944–1946 och i Sveriges docentförbund 1945–1946. Han är begravd på Uppsala gamla kyrkogård.